# Vértice geodésico

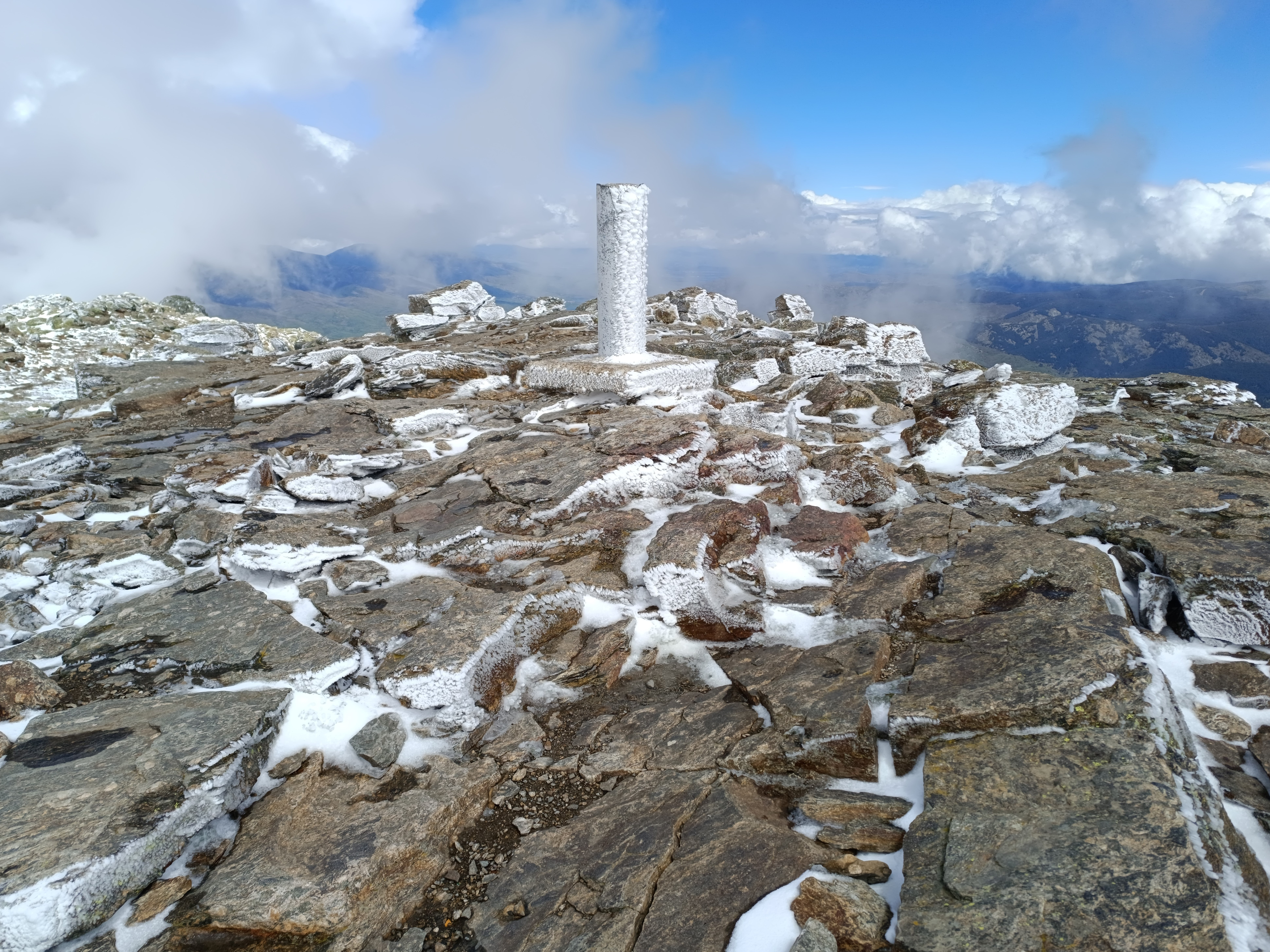
Vértice geodésico en la cima de Peñalara.

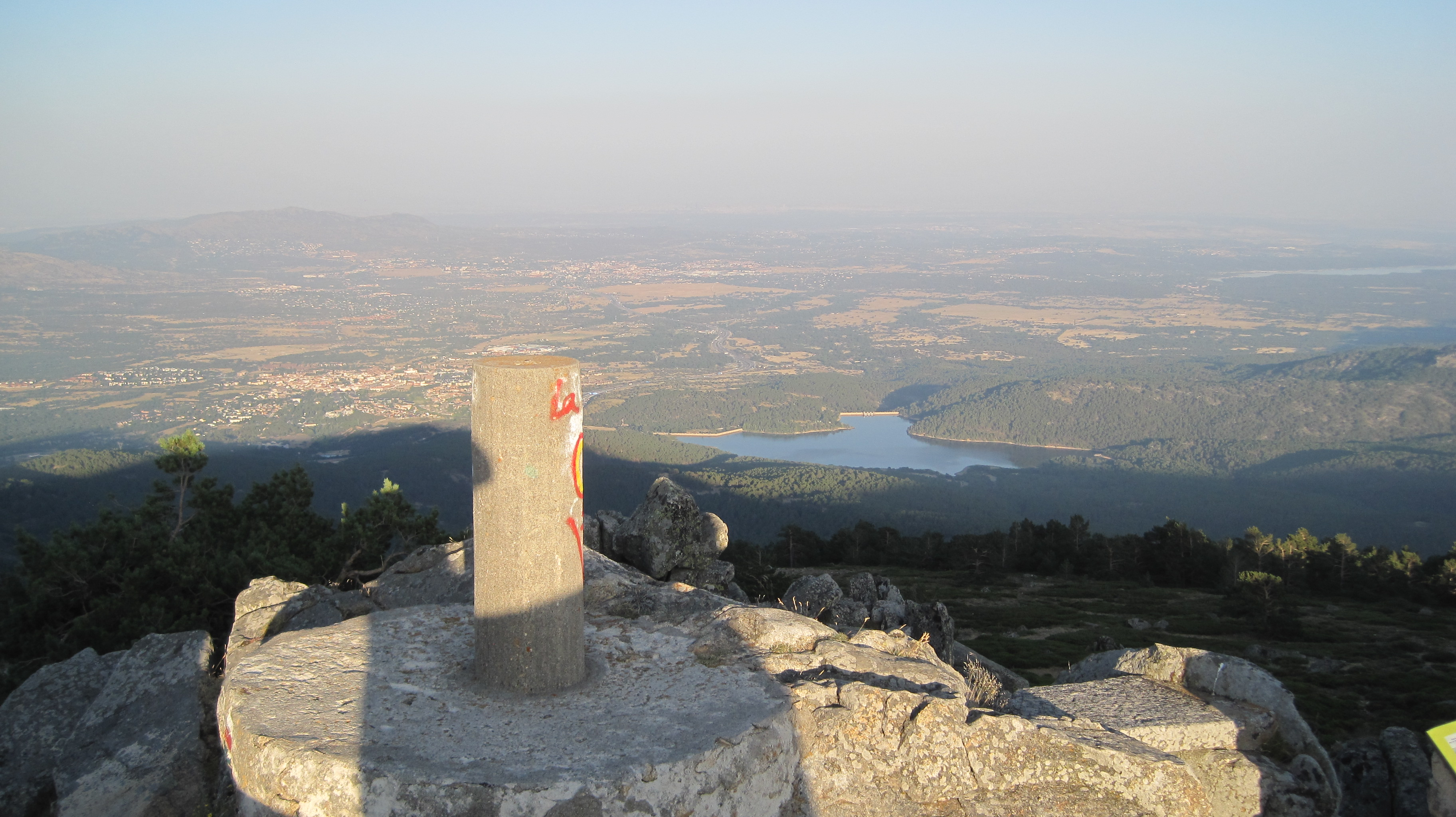
Vértice geodésico en Cabeza Líjar, cumbre de la sierra de Guadarrama que divide las provincias de Segovia, Ávila y Madrid.

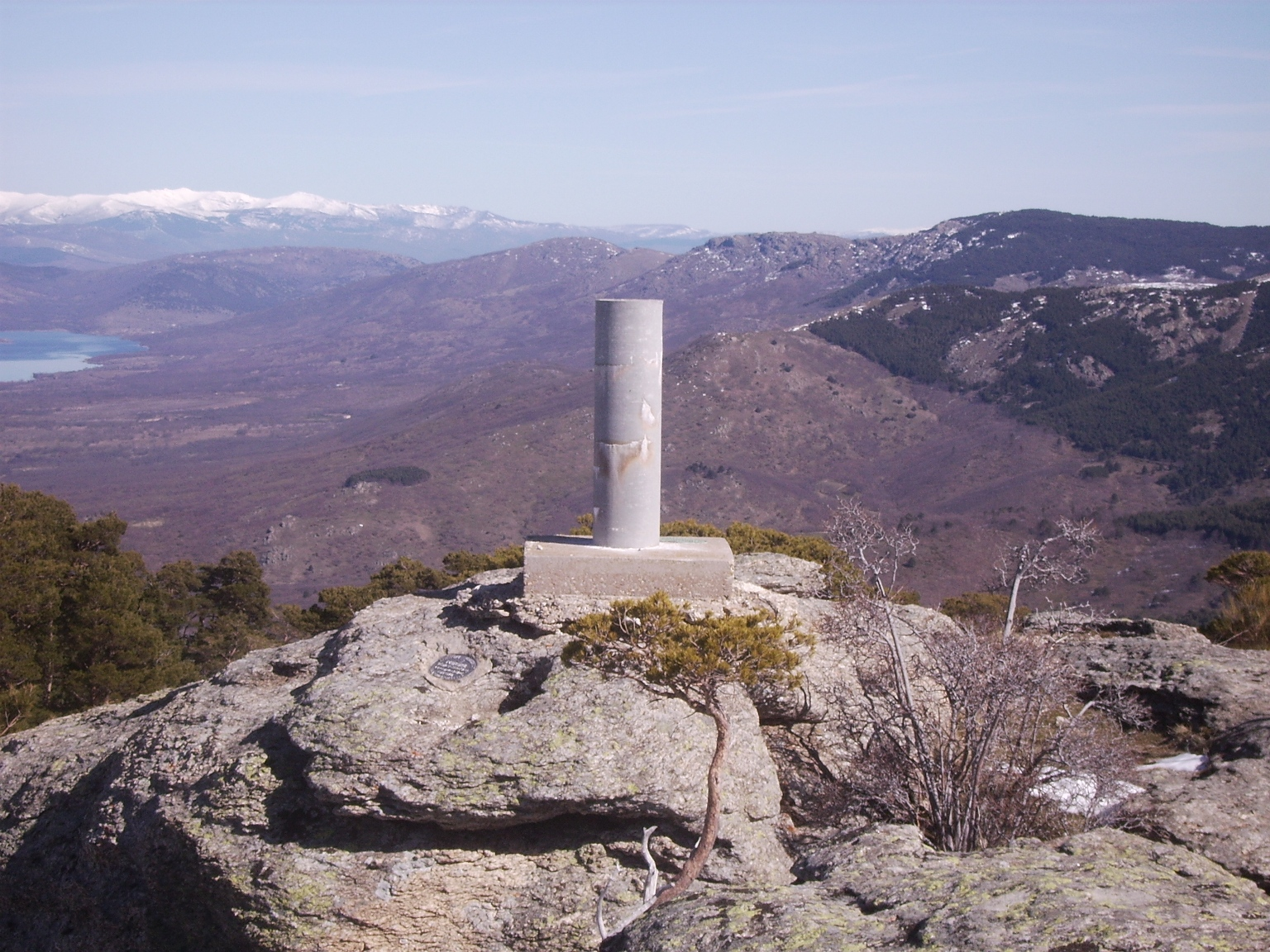
Vértice geodésico en la cima de Cabeza Mediana (España).

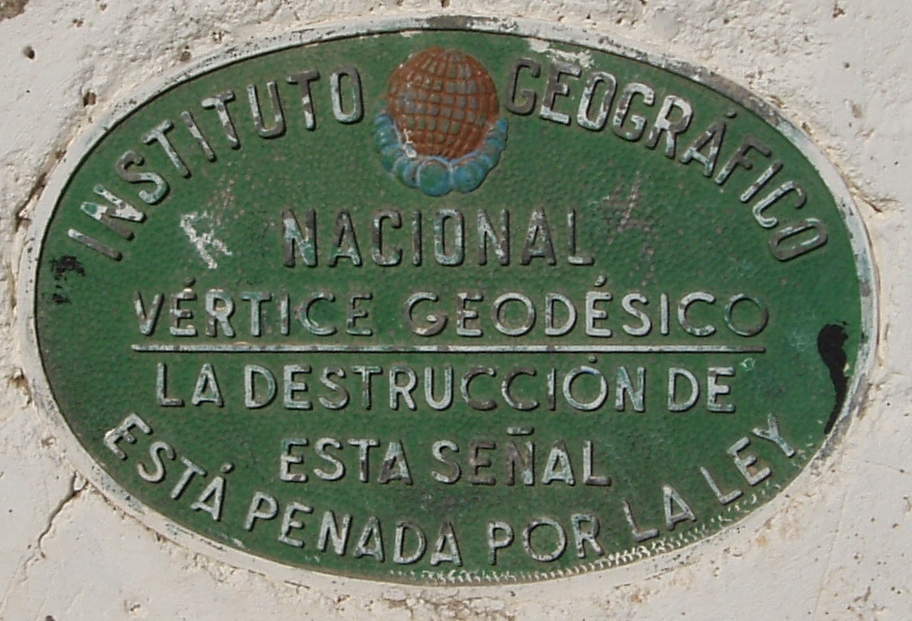
Señal de un vértice geodésico.

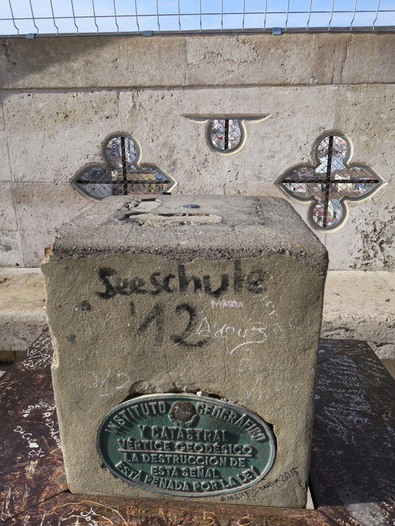
Vértice geodésico en la Torre del Miguelete, Valencia

Un vértice o punto geodésico es un punto señalizado que indica una posición geográfica exacta conformando una red de triangulación con otros vértices geodésicos. En algunas comunidades autónomas, también son conocidos bajo la denominación de pilón o pila.

## Localización
La posición exacta de los vértices sirve para ayudar a elaborar mapas topográficos a escala, tanto nacionales como regionales.
En España hay unos 11 000 vértices que suelen estar formados por un pilar de 120 centímetros de altura y 30 de diámetro sustentado en una base cúbica de hormigón, todo ello pintado de blanco. Normalmente están en sitios altos y despejados desde los que se pueden divisar otros puntos similares, por lo que suelen estar en parajes que poseen buenas vistas panorámicas. Desde 1975 están protegidos por la Ley sobre Señales Geodésicas y Geofísicas.

## Red
La red española de vértices geodésicos se dividía en tres categorías: de primer, segundo y tercer orden. La de primer orden estaba formada por triángulos de lados entre 30 y 70 kilómetros. En la de segundo orden, apoyada en la de primer orden, los lados de los triángulos variaban entre los 10 y los 25 kilómetros. La red de tercer orden tenía lados de 5 a 10 kilómetros. Todos los vértices de las redes más grandes son a su vez vértices de las más pequeñas.
Desde mediados de los años 1970 las redes geodésicas españolas cambiaron su estructura para pasar a estar formada esta vez por dos categorías. La Red de Primer Orden, formada por vértices de la antigua red de primer orden con un total de unos 680 vértices, y la Red de Orden Inferior (ROI), formada por las antiguas redes de segundo y tercer orden; los vértices de la red de primer orden formaban parte, a su vez, de la ROI.
Posteriormente y gracias a la aparición de la observación geodésica por técnicas espaciales, en concreto el GPS, se materializó una nueva red apoyada en 1200 vértices de la ROI y uniformemente distribuida por toda España. Esta red pasó a llamarse Red Geodésica Nacional por Técnicas Espaciales (REGENTE).
En la actualidad el Instituto Geográfico Nacional ha desplegado una nueva red de observación continua tanto GPS como GLONASS o Galileo; es la llamada Red de Estaciones de Referencia GNSS (ERGNSS) cuyos datos están disponibles de forma gratuita tanto en tiempo real como post-proceso. Algunas de estas estaciones pertenecen a su vez a redes internacionales como la red de estaciones permanentes de EUREF (EPN) o la red del Servicio Internacional GNSS (IGS).